# Великий Заб

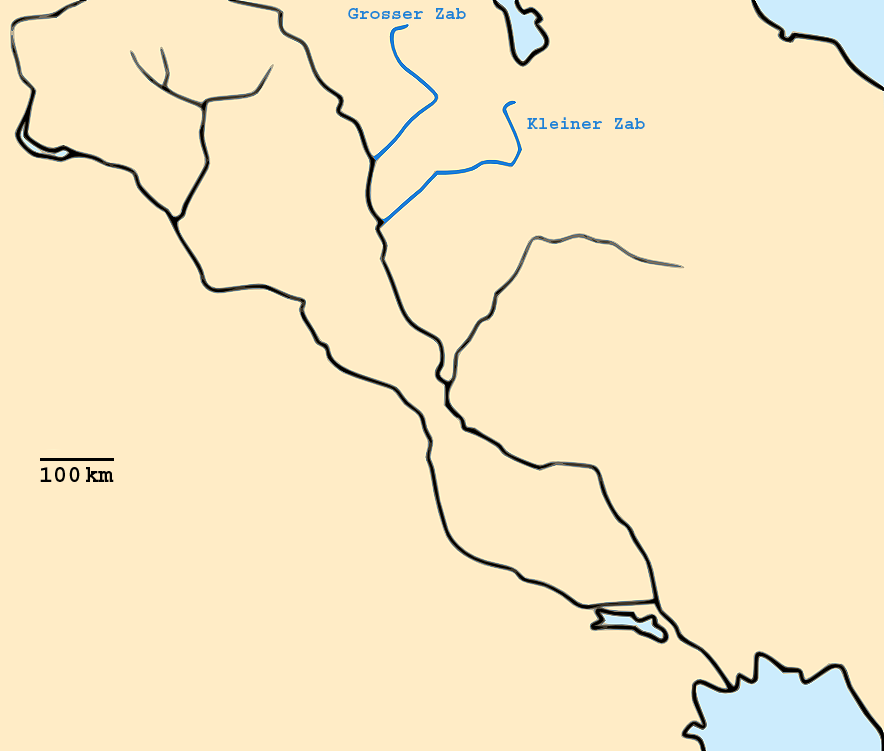
Карта, на якій синеньким намальовано Верхній та Нижній Заби. Великий, він же Верхній дійсно, зверху і підписаний німецькою як «Ґросе Заб»

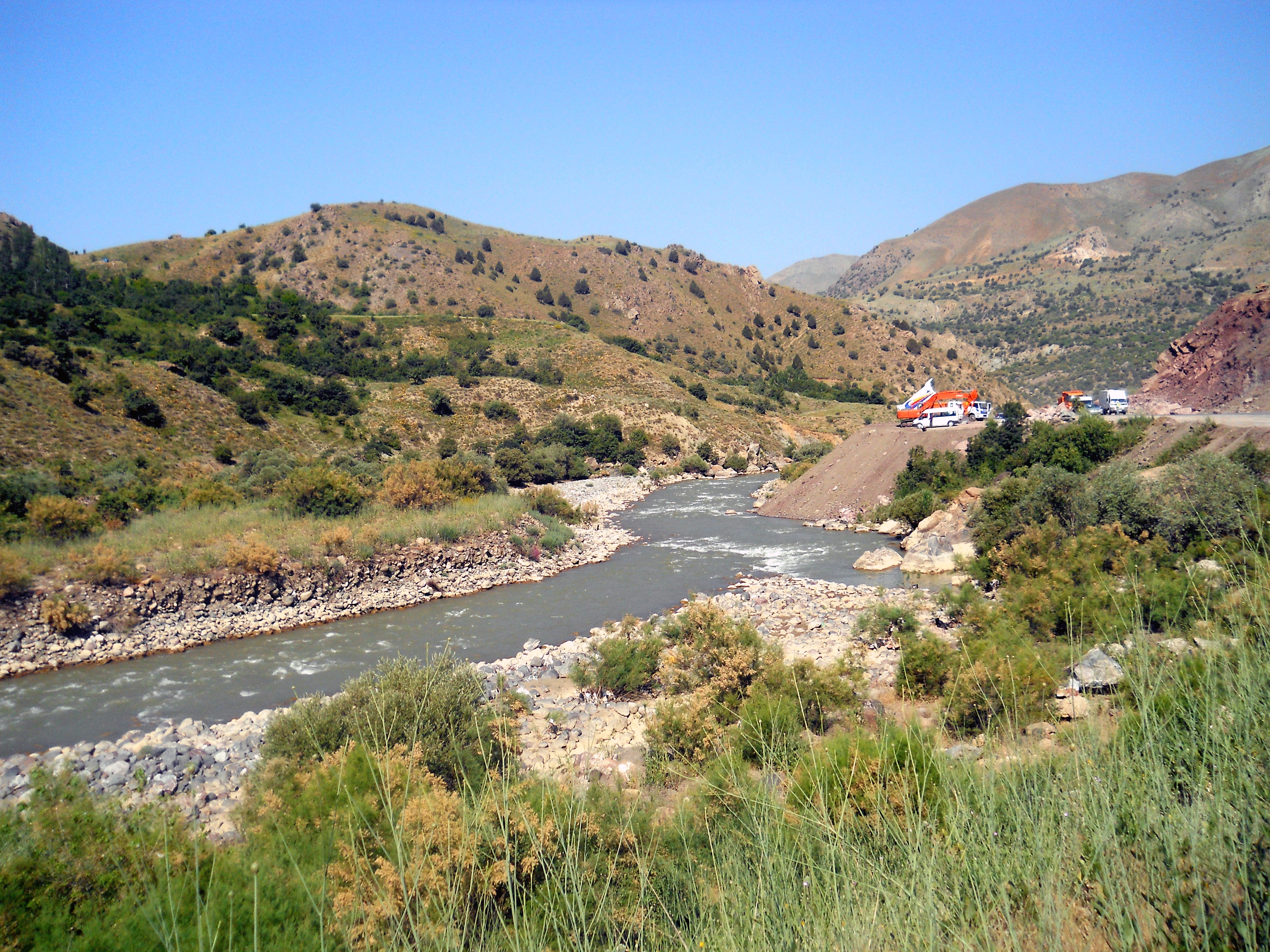
Провінція Хаккарі, Туреччина

Вели́кий або Ве́рхній Заб (араб. الزاب الكبير,  курд. Zêy Badînan, тур. Zap, сир. ܙܒܐ ܥܠܝܐ, грец.: μέγας Ζβαω, давньогрец.: Λκοω) — ліва притока Ти́гру, річка у східній Туреччині та Іраку. Довжина 473 кілометри, площа басейну 26,2 тисячі квадратних кілометрів. Живлення — гірське, снігове та дощове. Повінь у квітні-травні, межень влітку та восени. Середня витрата води в гирлі близько 400 метрів кубічних на секунду. Витоки розташовані на західних схилах хребта Котур. На Великому Забі збудовано кілька водосховищ, а його вода широко використовується для зрошування.
На річці розташовані міста Зібра, Келек, Кувайр.
25 січня 750 року на річці Великий Заб відбулась вирішальна битва між військами Аббасидів і Омеядів, що стало початком трьохсотлітнього правління династії Абассидів в Арабському халіфаті.

## Каскад ГЕС
На річці розташовано ГЕС Дералок, ГЕС Бехме.